# Balkanska rapsodija
Balkanska rapsodija prvi je studijski album hrvatskog rock glazbenika Branimira Štulića, koji je izašao 1989. godine.
Štulić, nakon raspada sastava Azre, osniva Sevdah Shuttle Band te objavljuje svoj prvi solo materijal, koji je povrat formi njegovih epskih dvostrukih albuma. Obrade su svedene na jednu po strani ploče, a teme pretežno ljubavne, uz nešto humora. Album sadrži dosta pjesama u cijelosti ili sa stihovima na engleskom jeziku.

## Popis pjesama

### A strana
1. "Prije nego odem u raj" - 2:08
2. "Zviždanje" - 1:50
3. "Svijet se okrenuo naopačke" - 2:16
4. "Ain´t Got No Time" - 2:38
5. "Distant karma" - 1:57
6. "Kao kad se misli poklope" (Štulić/Pađen) - 3:09
7. "Boli glava" (Štulić/Trad.) - 1:19
8. "Po zasluzi" - 2:27

### B strana
1. "Lađa bez dna" - 2:53
2. "Fait Accompli" (Štulić/Pađen) - 1:47
3. "Traži mene (Čukić/Đukić) / Dao sam ti svoju ljubav (Štulić)" - 2:23
4. "Osluškivanje" - 0:45
5. "Sačekivanje" (Štulić/Žljebačić) - 2:59
6. "My Useless Girl" - 1:59
7. "Nasuprot svemu" - 2:50
8. "How To Love (Abdulah)" - 1:48

### C strana
1. "Teško ovo život" - 2:55
2. "Smiješan osjećaj" (The Grass Roots/The Rokes/Štulić) - 2:45
3. "Jutro" - 3:43
4. "Then You´ll See What´s Next In Store" - 2:13
5. "Azra" (Heine/Šantić/Trad.) - 2:44
6. "The Best Things (Go To Hell)" - 2:46

### D strana
1. "Svi se trude oko moje male" - 2:07
2. "Lice puno bola" - 1:43
3. "I´d Rather Slide Away" (Štulić/Pađen) - 2:17
4. "Rekvijem" - 2:21
5. "The Back Of My Mind" - 2:36
6. "Ti znaš da putujem s tim" (Štulić/Žljebačić) - 2:07
7. "Hajri mate" (Ređepova/Teodosievski) - 3:58

- Snimljeno u "SIM" studiju, Zagreb, listopad/studeni 1988.
- Miksano u "Lisinski Recording Studios", Zagreb, prosinac 1988.

## Produkcija
- Producent - Theodore Barbarian
- Ton majstori - Damir Begović i Theodore Yannie
- Aranžmani - Branimir Štulić (osim D7, Teodosijevski/Štulić)
- Likovna oprema: Igor C.C. Kelčec
- Glazbeni urednik: Vojno Kundić
- Priprema CD izdanja i digitalna obrada snimke: Željsko Janda
- Glavni i odgovorni urednik: Siniša Škarica

## Vanjske poveznice
- Discogs.com - Branimir Štulić - Balkanska Rapsodija